# Fundeni, Bacău
Fundeni este un sat în comuna Secuieni din județul Bacău, Moldova, România.